# Zigor
Kepa Akixo dit Zigor, est un sculpteur, photographe, peintre et poète né en 1947 à Aretxabaleta (Guipuscoa), au Pays basque espagnol.
Ses carnets de poésie sont publiés dès 1973. Il parcourt le monde jusqu’en 1982 en tant que reporter photographe pour de grands magazines et pour l'agence Capa press. En 1983, il décide de s'adonner totalement à la sculpture et s’inscrit rapidement dans le sillage des grands sculpteurs basques contemporains. Zigor puise son inspiration dans la nature, dont il renouvelle le mouvement originel d’un chaos qui s’organise. Sculptures, photographies, peintures et poèmes se font écho et donnent à ressentir la puissance archaïque et universelle d’une terre et d’une humanité reliées par les racines.

## Biographie

### Pays natal, militantisme et écriture
Kepa Akixo, naît en 1947 et grandit dans un petit village montagnard du Pays basque espagnol, en Guipuscoa. Enfant terrible, peu convaincu par l’école, il rejoint le Petit séminaire de Saturraran à l’âge de onze ans où il découvre l’océan et les textes bibliques. Cette rencontre avec l’eau et les écritures sacrées, leur métaphysique et leur profondeur, est déterminante dans le parcours autodidacte de Zigor. A 14 ans, il travaille dans un atelier comme ajusteur tourneur et excelle en pelote basque. Ses réflexes d’ouvrier puis de pelotari ont une incidence sur le geste artistique à venir, comme un élan renouvelé du mur à l'œuvre.
S’ensuivent plusieurs années de militantisme en pleine période du franquisme, durant lesquelles Kepa Akixo s’engage pleinement dès l’âge de 16 ans. Aux textes spirituels s’ajoutent ceux de la résistance pour un Pays basque libre, dans son entité et sa langue. Cette période donne son nom à l’artiste, Zigor (le fouet, en langue basque) et raconte les racines d’une poésie organique, là où la fragilité révèle ce qu’elle a de plus solide, qu’il s’agisse de la nature, de la forme ou de l'homme.
C’est au début des années 1970 que Zigor publie ses premiers carnets poétiques en langue basque. Il est édité depuis chaque année dans les revues basques Poesiaren hatsa et Maiatz. Ses poèmes, entre promenades solitaires et haïkus, sont désormais traduits en français, en espagnol et en anglais.

« Je suis le fis d’une langue qui a fait un peuple. D’une langue qui en pensant le monde a sculpté le paysage. Je suis le fis d’une langue, et cette langue a donné forme au chant, au rêve et au silence. Je la crie pour qu’elle arrive jusqu’à vous. »

— Zigor, Fils d'une langue
.

### Photographie et voyage
En 1977, il devient reporter photographe pour de grands magazines d’actualité et pour l’agence Capa press. Il voyage ainsi jusqu’en 1982, notamment dans le désert du Sahara et ces expériences de vie lui content des tissus communs: la terre et la langue. Cette écoute profonde influe sur son regard et ses clichés, entre intuition et fulgurances. Après sa carrière de reporter, Zigor ne touche plus son Leica durant plusieurs années. C’est dans les années 2010 qu’il ressent le besoin de reprendre en main cet outil de contemplation, cette fois avec un parti pris totalement artistique. Ici, pas de couleurs qu’il considère distrayantes. Portraits et paysages jouxtent l’œuvre photographique de Zigor, où le noir et le blanc prolonge la texture poétique saisie.

### Rencontre avec la sculpture
En 1983, c’est à l’occasion de la commande d’un portrait du sculpteur Remigio Mendiburu que Zigor pénètre dans son atelier à Hondarribia. C’est une révélation pour Zigor, qui décide de s’adonner à cet art dont il ressent la force et la charge sensuelle, celle de la forme qui contient la pensée, sans cesse bouleversée, sans cesse renouvelée. Il installe son atelier à Biarritz. Son nom rejoint dès lors ceux des grands sculpteurs contemporains du Pays basque tels que Nestor Basterretxea, Eduardo Chillida, Jorge Oteiza où l’art de la sculpture s’érige, intrinsèquement lié à la terre natale.

## Œuvre et processus artistique

### L’importance du carnet de dessin chez Zigor
Les carnets de dessin de l’artiste ouvrent la porte sur son imaginaire et tracent la genèse de son travail. Esquisses, croquis murmurent l’œuvre en devenir, encore humide de l’instant reçu, comme une sensation qui se structure. Quelques mots, mais pas encore une phrase, que l’échange avec la matière dévoilera, plus tard. « Le dessin, pierre humble qui signale le chemin entre la pensée et la main ». Zigor, Le dessin.

### La peinture ou la prolongation d'un geste
La peinture (aquarelle, craie, huile, gouache, acrylique ou brou de noix), est ce même acte qui déborde du carnet pour prendre son ampleur, parfois sur des toiles de 3m50, hissées comme des frontons imaginaires. 

« Ici, le geste frappe le mur et on entend la poésie partir dans l’éternité »

— Zigor, Le fronton

### La sculpture
L’œuvre de Zigor explore plusieurs matières et éléments pour traduire une même épaisseur : bois (chêne, platanes, châtaigniers, hêtres), bronze, acier. Chaque œuvre semble tenir par hasard, entre masse et mouvement, séparation et fusion, de la fracture à l'équilibre retrouvé. On y perçoit une lutte des volumes avec la gravité et l’espace, qui, par un ordre ingénieux inné, finissent par se confondre et se remettre en place. Témoins de "ce chaos qui s’organise", les sculptures de Zigor n’ont pas de fin. Les lignes se confondent sans se rompre et chaque angle de vue raconte une œuvre nouvelle, invitant le vent, l'eau ou la lumière à la traverser. « Le travail du sculpteur est d’ouvrir un chemin à la lumière ». - Zigor, Le chemin du sculpteur.
Compositeur tellurique aux constructions parfois gigantesques, c’est dans l’infiniment subtil que son regard puise sa source. D’une goutte d’eau qui s’en va plier l'herbe sans la déchirer aux ailes délicates des oiseaux, qui vont pourtant supporter tous les vents.
Les dimensions spirituelle et identitaire habitent subtilement l’œuvre de Zigor. « Je sculpte comme je prie », dit-il et cet état de conscience, entre perception de la beauté et de la liberté gagnée, conte aussi un état prisonnier d’un rien, convaincu que la poésie peut sensiblement changer le monde. 
« 
Dans l’ombre des sculptures se cache l’obscur,
et dans l’obscur la forme du mystère,

et dans le mystère toutes les formes. »
- Zigor, Dans l’ombre des sculptures.

### De l’infiniment petit au monumental
C’est en 1996, à la suite de sa rencontre avec le marchand d'art Paul Haim, que Zigor commence à travailler le bronze, fasciné par le jeu lumineux de cette matière. 

« Dans certaines sculptures la lumière pénètre et ne ressort plus jamais. Elle reste à l’intérieur comme partie dans le trou sombre de l’éternité. Par contre, sur d’autres sculptures, la lumière pénètre et ressort sans les traverser mais transformée. Et sur quelques-unes la lumière apparaît de l’autre côté, comme l’eau dans la montagne »

— Zigor

Les sculptures monumentales de Zigor sont représentées dans de nombreuses collections, au Pays Basque, en Espagne, en Australie (Sydney), aux Etats-Unis (Washington et New York), en Suisse et en Argentine. Elles sont érigées dans des jardins privés et des espaces publics comme la fontaine d’Urkulu à Biarritz, témoin du chagrin d’un rocher qui voit s’en aller la vague. « La sculpture n’est pas la pièce en bronze mais l’eau qui chante dedans », Zigor, Urkulu. Zigor livre ainsi une œuvre totémique, un pays Basque entier dans son imaginaire. 
«  Cela fait longtemps que le paysage qui m’entoure m’émeut et m’accompagne dans la perception profonde du monde. Quand je sculpte, peins, photographie ou écris je ne fais qu’essayer de raconter ce sentiment.

Dans l’acte créateur, mes petits carnets de dessin sont très souvent source de la plupart de mes œuvres. Mais les pièces suivent des chemins très mystérieux, liés au médium employé, à l’outil, à mes doutes et au courage surtout. Ce courage qu’il faut pour continuer le chemin que m’impose ce qui apparait face à moi. Assumer les accidents est le pilier fondamental de l’acte de créateur. Quelle erreur de croire que je pourrais améliorer ou résoudre l’insoluble.

Je ne sais pas ce que seront les sculptures ou les tableaux. Ce n’est qu’un continuel essai de garder en vie ce souffle qui m’a animé au commencement  »
-  Zigor.

## Chronologie des œuvres

### Sculpture, principales expositions
- 2021 ; Egu iturria, la source de l’aube, Espace muséal du Bellevue - Biarritz
- 2019 ; Rendez-vous avec Zigor, Galerie Dehoux - Saint-Jean-de-Luz
- 2018 ; Itzalean ikusi, voir dans l’ombre, Espace muséal du Bellevue - Biarritz
- 2014 ; Le silence des formes, Musée de la Vallée de la Creuse - Eguzon-Chantôme
- 2013 ; Le silence des formes, Galerie Maison Gérard - New York
- 2012 ; Ibaiadar, Galerie Hegoa, Carré Rive Gauche - Paris
- 2011 ; Du dessin à la sculpture, Galerie Arrêt sur l’image - Bordeaux
  - Zigor sculptures, Galerie Hegoa, Carré Rive Gauche - Paris
- 2010 ; Formes nues, Base sous-marine - Bordeaux
- 2009 ; Jardins jardin, Jardin des Tuileries - Paris
- 2007 ; Art Paris, Grand Palais - Paris
- 2006 ; Villa Beatrix Enea - Anglet
- 2003 ; Maison de la Culture - Ostabat
- 2002 ; Musée Basque et de l’Histoire de Bayonne - Bayonne
  - Espace Atlantica – Biarritz
  - Galeria Epelde & Mardaras - Bilbao
- 2000 ; Espace muséal du Bellevue - Biarritz
- 1994 ; Palais des Festivals - Biarritz
- 1990 ; Musée Bonnat - Bayonne

Zigor est représenté par la Galerie Maison Gerard – New York

### Photographie, principales expositions
- 2021 ; Egu iturria, la source de l’aube, Espace muséal du Bellevue - Biarritz
- 2019 ; Mendiak eta itsasoa, montagnes et mer, Galerie Hegoa - Paris
- 2018 ; Itzaletik at, Médiathèque - Biarritz
- 2015 ; Jardins dévoilés, Base Sous-Marine - Bordeaux
- 2013 ; Zigor photographies, Galerie Hegoa, Carré Rive Gauche – Paris

Zigor est représenté par la Galerie Hegoa - Paris

### Sculptures monumentales, collections privées
- 2021 ; Gurutze XI - Église Saint-Rémi, Bordeaux
- 2020 ; Bikote VIII - New York, États-Unis
  - Hega VII - Mont de Marsan, France
- 2018 ; Dantza IV - Lahonce, France
  - Olerki XVIII - Guethary, France
- 2017 ; Loturak VI - Echichens, Suisse
- 2016 ; Alea III - Washington, États-Unis
- 2015 ; Alea I - Saint-Paul-de-Vence, France
  - Olerki VII - Sydney, Australie
- 2013 ; Gurutze III - Lahonce, France
- 2012 ; Etxea - Urrugne, France
- 2010 ; Lore - Pomerol, France et Mendoza, Argentine
- 2008 ; Dantza - Guéthary, France
- 1998 ; Bikote VIII – La Petite Escalère - Saint-Laurent-de-Gosse, France

### Sculptures monumentales, collections publiques
- 2015 ; La fontaine Urkulu - Biarritz, France
- 2011 ; Txoria - Anglet, France
  - Olerki VII - Biarritz, France
- 2002 ; Eguskilore - Musée Basque et de l’Histoire de Bayonne - Bayonne, France
- 2004 ; Olatua - Museo Maritimo – Bilbao, Espagne
- 1990 ; Bikote - Museo de Bellas Artes de Alava – Vitoria, Espagne

### Publications
- 2021 ; Egu iturria, la source de l’aube, sculptures, peintures, poésie et photographies - Kilika éditions
- 2019 ; Carnet de dessin, dessins - Maison Gérard éditions
- 2018 ; Itzalean ikusi, voir dans l’ombre, sculptures, peintures et poésie - Kilika éditions
- 2016 ; Silences, photographies et poésie - Kilika éditions
- 2010 ; Zigor Kepa Akixo, sculptures - Atlantica Séguier éditions
- 2007 ; Zigor carnet, dessins - Atlantica Séguier éditions
- 2000 ; Zigor Kepa Akixo, sculptures et dessins - Atlantica Séguier éditions.

Édition annuelle de poèmes dans les revues Maiatz et Poesiaren hatsa

### Films documentaires
- 2019 ; Exposition Mendiak eta itsasoa, Galerie Hegoa Paris ©artsinthecity[15]
- 2018 ; Itzalean ikusi, ©Boisakré Production[16]
  - Exposition Itzalean Ikusi, ©TVPI[17]
  - Zigor à Biarritz, Itzalean Ikusi, ©Maria Mangas[18]
- 2017 ; Portrait, ©Txirrita France 3[19]
- 2017 ; Zalmaltzain, fresque éphémère, ©Olivier Péant[20]
  - Fresque éphémère, Corrida Goyesque, ©TVPI[21]
- 2011 ; Zigor, sculpteur basque, un film de Caroline de Otero ©Boisakré Production[22]
- 2010 ; Le monde de Zigor, ©France 3[23].